# (7356) Casagrande
(7356) Casagrande (1995 SK5) – planetoida z grupy pasa głównego asteroid okrążająca Słońce w ciągu 4,23 lat w średniej odległości 2,61 j.a. Odkryta 27 września 1995 roku.